# Kirikú y las bestias salvajes
Kirikú y las bestias salvajes (Kirikou et les bêtes sauvages) es una película francesa dirigida por Michel Ocelot y Benédicté Galup en 2005.
Esta película de animación de producción española ha sido doblada en francés, castellano, catalán y euskera. Michel Ocelot, director del film, asegura que "no tenía ninguna intención de hacer un segundo Kirikú". Lo cierto es que el éxito en taquilla y en crítica han conducido al pequeño héroe africano a su segundo largometraje. Junto al guion y la dirección de Michel Ocelot (Kirikú y la bruja), encargado sobre todo de los diálogos y la música, se encuentra Bénédicte Galup (Bienvenidos a Belleville), dedicada en mayor parte a los dibujos que se elaboraron entre Vietnam y Letonia. No obstante, la película es también un espectáculo musical, cuya banda sonora ha sido compuesta por los africanos Manu Dibango y Youssou N'Dour.

## Sinopsis
El encanto del pequeño niño africano Kirikú regresa a la gran pantalla para luchar contra el mal. En esta ocasión, su abuelo, desde su majestuoso trono de la gruta Azul cuenta a los más pequeños de la casa cómo Kirikú tiene que buscar el valor, la astucia, el amor y la generosidad que se esconden en su interior y que le ayudarán a triunfar en su lucha contra el mal. Para lograrlo, el niño africano se convertirá en alfarero, detective, jardinero, comerciante y hasta médico.